# 존 골즈워디
존 골즈워디(영어: John Galsworthy, OM, 1867년 8월 14일 ~ 1933년 1월 31일)는 영국의 소설가·극작가이자 변호사이다. 킹스턴어폰템스에서 부유한 법률가의 아들로 태어나 퍼블릭 스쿨을 거쳐 옥스퍼드 대학교 뉴 칼리지에서 법률을 전공, 변호사 자격을 얻었으나 1855년경부터 소설을 쓰기 시작하였다.
〈재산가(財産家)〉(1906), 〈궁지(窮地)〉(1920), 〈셋집(貰家)〉(1921)을 묶은 3부작을 《포사이트가(家)의 이야기》라 하였으며 이것은 1886년부터 1920년까지의 중상류계급에 속하는 포사이트가의 생활을 묘사하고 그 안에서도 대표라 할 소유욕의 덩어리인 솜즈와 아름다운 아내 아이린 사이의 싸움을 그리고 있다. 다음에 〈백원(白遠)〉(1924), 〈은수저〉(1926), 〈백조의 노래〉(1928)의 3부로 된 《현대희극》(1928)이 계속해 나온다. 여기에는 솜즈의 딸 프라와 재혼한 아이린의 아들 존과의 연애를 다루고 있다. 이상 두 개의 3부작에 이어 제3의 3부작 《말장(末章)》(1934)을 합하여 《포사이트가(家)의 기록》이라 부른다. 희곡으로는 《투쟁》(1909), 《정의》(1910)가 있다.
그의 소설은 인물의 성격묘사와 뚜렷한 줄거리가 있는 점에서 19세기적이지만 인간생활에 있어서 애정을 중시하고 물질주의를 비판한 면도 있다. 1932년에 노벨 문학상을 받았다.

## 서훈
- 1929년 메리트 훈장(OM)[1]